# Epipedocera chakhata
Epipedocera chakhata là một loài bọ cánh cứng trong họ Cerambycidae.